# Henridorff
 Henridorff  es una comuna      y población de Francia, en la región de Lorena, departamento de Mosela, en el distrito de Sarrebourg y cantón de Phalsbourg.
Su población en el censo de 1999 era de 531 habitantes.
Está integrada en la Communauté de communes du Pays de Phalsbourg .

## Demografía
| 600 | 627 | 590 | 537 | 493 | 531 |
| Para los censos de 1962 a 1999 la población legal corresponde a la población sin duplicidades (Fuente: INSEE [Consultar]) |     |     |     |     |     |

- Datos: Q21867
- Multimedia: Henridorff / Q21867

1. ↑  Worldpostalcodes.org, código postal n.º 57820.
2. ↑  INSEE, Datos de población para el año 2012 de Henridorff (en francés).